# Себян-Кюйоль
Себян-Кюйоль (рос. Себян-Кюёль) — село у Кобяйському улусі Республіки Сахи Російської Федерації.
Населення становить 767 осіб. Належить до муніципального утворення Ламинхинский наслег.

## Географія

### Клімат
| Клімат Себян-Кюйоля       | Клімат Себян-Кюйоля | Клімат Себян-Кюйоля | Клімат Себян-Кюйоля | Клімат Себян-Кюйоля | Клімат Себян-Кюйоля | Клімат Себян-Кюйоля | Клімат Себян-Кюйоля | Клімат Себян-Кюйоля | Клімат Себян-Кюйоля | Клімат Себян-Кюйоля | Клімат Себян-Кюйоля | Клімат Себян-Кюйоля | Клімат Себян-Кюйоля |
| Показник                  | Січ.                | Лют.                | Бер.                | Квіт.               | Трав.               | Черв.               | Лип.                | Серп.               | Вер.                | Жовт.               | Лист.               | Груд.               | Рік                 |
| Середній максимум, °C     | −43,3               | −37,1               | −21,4               | −6,1                | 6,0                 | 16,9                | 20,2                | 16,0                | 5,8                 | −10,7               | −32,1               | −40,7               | −10                 |
| Середня температура, °C   | −46,6               | −41,8               | −29,2               | −13,9               | 0,2                 | 10,4                | 13,5                | 9,4                 | 0,6                 | −15,2               | −36                 | −44,2               | −16                 |
| Середній мінімум, °C      | −49,9               | −46,5               | −36,9               | −21,6               | −5,6                | 3,9                 | 6,8                 | 2,8                 | −4,6                | −19,6               | −39,9               | −47,6               | −21                 |
| Норма опадів, мм          | 8                   | 6                   | 6                   | 13                  | 33                  | 62                  | 62                  | 65                  | 32                  | 18                  | 11                  | 8                   | 324                 |
| ------------------------- | ------------------- | ------------------- | ------------------- | ------------------- | ------------------- | ------------------- | ------------------- | ------------------- | ------------------- | ------------------- | ------------------- | ------------------- | ------------------- |
| Джерело: climate-data.org |                     |                     |                     |                     |                     |                     |                     |                     |                     |                     |                     |                     |                     |

## Історія
Згідно із законом від 30 листопада 2004 року органом місцевого самоврядування є Ламинхинський наслег.

## Інфраструктура
У селі діє національна евенська середня освітня школа імені П.А. Степанова-Ламутського.

## Видатні уродженці
- Кейметінов Василь Спиридонович - Баргачан (1941—2020) — евенський поет.

## Населення
| 2002 | 2010 | 2012 | 2013 | 2014 | 2015 | 2016 |
| ---- | ---- | ---- | ---- | ---- | ---- | ---- |
| 765  | ↗796 | ↘787 | ↘781 | ↘773 | ↗784 | ↗786 |
| 2017 | 2018 |      |      |      |      |      |
| ↘770 | ↘767 |      |      |      |      |      |